# بوبي جونز (لاعب كرة قدم)
بوبي جونز (بالإنجليزية: Bobby Jones)‏ (28 أكتوبر 1938 ببرستل في المملكة المتحدة - 22 يوليو 2015) هو لاعب كرة قدم بريطاني في مركز الهجوم. لعب مع سويندون تاون ونادي بريستول روفيرز ونادي نورثامبتون تاون ونادي مينهيد.

## وصلات خارجية
- بوبي جونز على موقع قاعدة بيانات كرة القدم.إي يو (الإنجليزية)